# Stictomischus marginatus
Stictomischus marginatus är en stekelart som beskrevs av Kamijo 1960. Stictomischus marginatus ingår i släktet Stictomischus och familjen puppglanssteklar. Inga underarter finns listade i Catalogue of Life.